# Matheus Martins
Matheus Martins (Campo Grande, Mato Grosso del Sur, 16 de julio de 2003) es un futbolista brasileño que juega de delantero en el Botafogo del Campeonato Brasileño de Serie A.

## Trayectoria
Creció en la juveniles del Fluminense F. C., en marzo del 2021 debutó con el primer equipo en la victoria ante Portuguesa por el Campeonato Carioca.
En 12 de enero de 2023 fue fichado por el Udinese Calcio, siendo cedido al Watford F. C. Tras esta cesión regresó a Brasil al ser traspasado al Botafogo en julio de 2024.

## Clubes
| Club                   | País       | Año       |
| ---------------------- | ---------- | --------- |
| Fluminense F. C.       | Brasil     | 2021-2022 |
| Udinese Calcio         | Italia     | 2023-2024 |
| Watford F. C. (cedido) | Inglaterra | 2023-2024 |
| Botafogo               | Brasil     | 2024-act. |

## Palmarés

### Títulos nacionales
| Título               | Club           | País   | Año  |
| -------------------- | -------------- | ------ | ---- |
| Campeonato Brasileño | Botafogo F. R. | Brasil | 2024 |

### Títulos internacionales
| Título                       | Equipo         | Sede         | Año  |
| ---------------------------- | -------------- | ------------ | ---- |
| Copa Libertadores de América | Botafogo F. R. | Buenos Aires | 2024 |